# Seven Stones
Seven Stones war ein deutsches Radsportteam.

## Geschichte
Das Team wurde 2007 als unter dem Namen Vlassenroot mit Sitz in Bochum gegründet. Seit 2008 war die Mannschaft ein Continental Team. Manager war Uwe Kappel, sportliche Leiter Lars Diemer und Tim Klinger. Gesponsert wurde das Team vom belgischen Stahlunternehmen Vlassenroot, dem Dienstleistungsunternehmen Regema, Bizerba, dem Ingenieurbüro ibg und der Fahrradversandhandel Rose. Das Team nutzte Räder von Redbull.
Seit 2009 startete das Team unter dem Namen des neuen Hauptsponsors Seven Stones. 
Das Team wurde zum Ablauf der Saison 2011 aufgelöst, da der Teammanager Uwe Kappel sich nach einem Fahrradsturz um seine Wiedergenesung kümmern musste.

## Saison 2011

### Erfolge in der UCI Europe Tour
| Datum    | Rennen                          | Kat. | Fahrer           |
| -------- | ------------------------------- | ---- | ---------------- |
| 20. März | 3. Etappe Istrian Spring Trophy | 2.2  | Christopher Roth |

### Zugänge – Abgänge
| Zugänge              | Team 2010                  | Abgänge             | Team 2011                 |
| -------------------- | -------------------------- | ------------------- | ------------------------- |
| Florenz Knauer       | Team Kuota-Indeland        | Patrick Bercz       | Team Eddy Merckx-Indeland |
| Oliver Johr          | Team Kuota-Indeland (2009) | Christopher Schmieg | Racing Students           |
| Hans Joachim Benning | Neoprofi                   | Andreas Henig       | Karriereende              |
| Ron Pfeifer          | Neoprofi                   | Thomas Bontenackels | Unbekannt                 |
|                      |                            | Maurice Calles      | Unbekannt                 |
|                      |                            | Frank Wagner        | Unbekannt                 |

### Mannschaft
| Name                 | Geburtstag        | Nationalität | Team 2012                     |
| -------------------- | ----------------- | ------------ | ----------------------------- |
| Hans Joachim Benning | 9. März 1992      | Deutschland  |                               |
| Michael Hümbert      | 6. Januar 1990    | Deutschland  | LKT Team Brandenburg          |
| Oliver Johr          | 27. Oktober 1989  | Deutschland  |                               |
| Julian Kern          | 28. Dezember 1989 | Deutschland  | Leopard-Trek Continental Team |
| Florenz Knauer       | 8. Januar 1989    | Deutschland  |                               |
| Alexander Nordhoff   | 25. Oktober 1989  | Deutschland  | Team Eddy Merckx-Indeland     |
| Ron Pfeifer          | 23. Juli 1991     | Deutschland  |                               |
| Christopher Roth     | 18. April 1990    | Deutschland  |                               |
| Stagiaires           | Stagiaires        | Nationalität | Nationalität                  |
| Fabian Schnaidt      | Fabian Schnaidt   | Deutschland  |                               |

### Platzierungen in UCI-Ranglisten
UCI Europe Tour 2011
|      | Fahrer           | Punkte |
| ---- | ---------------- | ------ |
| 194. | Julian Kern      | 82     |
| 878. | Christopher Roth | 8      |

## Saison 2008
In der ersten Saison als Continental Team konnte das Team keinen Sieg, aber einige Erfolge in der UCI Europe Tour erzielen. Bei Eintagesrennen konnte Robert Sydlik den vierten Platz beim Grand Prix Kranj und den fünften Platz bei Rund um die Braunkohle belegen. Zudem konnte er auf der vierten Etappe des Cinturón Ciclista a Mallorca den dritten Platz belegen. Auf der zweiten Etappe der gleichen Rundfahrt erreichte Christoph Schweizer den zweiten Platz.

## Platzierungen in UCI-Ranglisten
UCI Europe Tour
| Saison | Mannschaftswertung | Fahrerwertung          |
| ------ | ------------------ | ---------------------- |
| 2009   | 100.               | Kim Lachmann (526.)    |
| 2010   | 83.                | Michael Hümbert (502.) |
| 2011   | 81.                | Julian Kern (194.)     |